# Bradford Tatum
Bradford Steven Tatum (* 29. März 1965 in Newport Beach, Kalifornien) ist ein US-amerikanischer Schauspieler und Schriftsteller. Bekanntheit erlangte er vor allem durch die Rolle des Michael Hubbs aus dem Film Chicks aus dem Jahr 1994. Auch als Regisseur war er tätig.

## Leben und Karriere
Bradford Tatum stammt aus Newport Beach, im Südwesten Kaliforniens, und wollte zunächst Arzt werden. Mit 13 trat er allerdings dem Theater bei, zunächst nur um an einem Sprachfehler zu arbeiten, entschied sich in der Folge dann der Schauspielerei zuzuwenden. Zunächst übernahm er Regiearbeiten für insgesamt 39 Episoden der Serie In Our Lives zwischen 1986 und 1994. Seine erste Schauspielrolle übernahm er 1989 in der Pilotepisode der Serie Dream Street.
1994 spielte er eine größere Rolle als Michael Hubbs im Stoner-Movie Chicks. Weitere Filmauftritte folgten etwa in Black Scorpion, Powder oder Mission: Rohr frei!. Seitdem beschränken sich seine Rollen vor allem auf Gastrollen in Fernsehserie, dazu zählen etwa Hunter, Parker Lewis – Der Coole von der Schule, SeaQuest DSV, New York Cops – NYPD Blue, Melrose Place, Providence, Charmed – Zauberhafte Hexen, Without a Trace – Spurlos verschwunden, CSI: Miami, The Mentalist, Emergency Room – Die Notaufnahme, Cold Case – Kein Opfer ist je vergessen, Lie to Me, CSI: Vegas, Criminal Minds, Glee oder Westworld. 1997 spielte er als Dr. Brian Taft eine Nebenrolle in der Serie Burning Zone – Expedition Killervirus. Eine weitere wiederkehrende Rolle war etwa die des „Dandy“ Al Haas in Magic City.
Mit den Werken I Can Only Give You Everything (2010), The Monster's Muse (2012) und Only The Dead Know Burbank (2016) hat er bislang drei Romane veröffentlicht. Ersteres gewann 2011 unter anderem den Next Generation Indie Book Award.
Tatum ist seit 1997 mit der Schauspielerin Stacy Haiduk verheiratet. Gemeinsam sind sie Eltern der Tochter Sophia und leben in Los Angeles.

## Filmografie (Auswahl)
- 1989: Dream Street (Fernsehserie, Episode 1x01)
- 1989: Rude Awakening
- 1990: Die Ninja Cops (Nasty Boys, Fernsehserie, Episode 1x12)
- 1990: The Marshall Chronicles (Fernsehserie, 2 Episoden)
- 1990: Hunter (Fernsehserie, 2 Episoden)
- 1991: Parker Lewis – Der Coole von der Schule (Parker Lewis Can’t Lose, Fernsehserie, Episode 1x20)
- 1993–1995: New York Cops – NYPD Blue (NYPD Blue, Fernsehserie, 2 Episoden)
- 1994: SeaQuest DSV (Fernsehserie, Episode 1x13)
- 1994: Rebel Highway (Fernsehserie, Episode 1x09)
- 1994: Chicks (The Stoned Age)
- 1994: Force on Force
- 1995: Black Scorpion
- 1995: Excessive Force II: Force on Force
- 1995: Powder
- 1996: Mission: Rohr frei! (Down Periscope)
- 1997: Not in This Town (Fernsehfilm)
- 1997: Burning Zone – Expedition Killervirus (The Burning Zone, Fernsehserie, 8 Episoden)
- 1998: Melrose Place (Fernsehserie, 3 Episoden)
- 1999: Providence  (Fernsehserie, Episode 1x05)
- 1999: Charmed – Zauberhafte Hexen (Charmed, Fernsehserie, Episode 1x14)
- 1999: Standing on Fishes
- 2002: Philly (Fernsehserie, Episode 1x19)
- 2002: Without a Trace – Spurlos verschwunden (Without a Trace, Fernsehserie, Episode 1x01)
- 2003: Fastlane (Fernsehserie, Episode 1x12)
- 2006: Salt
- 2006: Standoff (Fernsehserie, Episode 1x11)
- 2008: CSI: Miami (Fernsehserie, Episode 7x03)
- 2008: The Mentalist (Fernsehserie, Episode 1x08)
- 2009: Emergency Room – Die Notaufnahme (ER, Fernsehserie, Episode 15x11)
- 2009: Cold Case – Kein Opfer ist je vergessen (Cold Case, Fernsehserie, Episode 6x13)
- 2009: Lie to Me (Fernsehserie, Episode 1x06)
- 2009: CSI: Vegas (CSI: Crime Scene Investigation, Fernsehserie, Episode 9x20)
- 2010: Criminal Minds (Fernsehserie, Episode 5x17)
- 2011: The Whole Truth (Fernsehserie, Episode 1x10)
- 2012: Magic City (Fernsehserie, 8 Episoden)
- 2013: Glee (Fernsehserie, Episode 5x05)
- 2016: Westworld (Fernsehserie, 2 Episoden)
- 2020: Project Blue Book (Fernsehserie, Episode 2x05)